# هاندس أون ليرنينج أستراليا
هاندس أون ليرنينج أسترالياهي منظمة غير ربحية أدرجتها الحكومة الأسترالية ضمن قائمة منظمات منع الضرر الخيرية. وقد ساهمت شبكة المشروعات الاجتماعية بأستراليا في إبراز هذه المنظمة إلى حيز الوجود ثم أصبحت المنظمة شركة أسترالية عام 2008  ولها مجلس إدارة يقوم بعمليات الإدارة والمراقبة. وتأسست المؤسسة الخيرية بهدف استئناف وتوسيع نطاق برنامج المدرسة الثانوية الذي بدأه المعلم روسيل كير (Russell Kerr) قبل تسع سنوات. وحظيت المؤسسة برعاية السيدة كوينتين برايس (Ms Quentin Bryce)، الحاكم العام لكومنولث أستراليا.

## برنامج هاندز أون ليرنينج
يوفر هذا البرنامج إطارًا تعليميًا بديلاً للطلاب الذين انفصلوا عن التعليم بهدف إعادة اتصالهم بالمدرسة والمجتمع. ويأتي الطلاب من المدارس العادية لينضموا لمدة يوم واحد إلى فريق صغير يتألف من طلاب تتراوح أعمارهم بين 7 و10 سنوات للمشاركة في مشروعات بناء حول مدرستهم ومجتمعهم المحلي. بينما يبقى الطلاب في برنامجهم الدراسي العادي طوال الأربعة أيام الأخرى من الأسبوع. وتعتبر المشاركة في البرنامج تطوعية وعلى المدى الطويل، حيث يمكن للطلاب المشاركة لعدة أسابيع أو لعدة سنوات، وهذا يتوقف على احتياجاتهم.
هذا وقد استعرضت جامعة ميلبورن (University of Melbourne) هذا البرنامج وصنفته كمثال للإستراتيجيات الفعالة لزيادة نسبة إتمام الدراسة كما اعتبرت جامعة موناش أيضًا هذا البرنامج وسيلة لتحسين النتائج التعليمية. وأبرزت وسائل الإعلام المقروءة  والمسموعة and radio broadcasts في ميلبورن هذا البرنامج كما اعترف به منتدى مهارات دوسلدورب Dusseldorp Skills Forum , وأقره كإستراتيجية تطبقها المدارس في منطقة جيبسلاند Gippsland كجزء من التزام شبابهم وللمساعدة في زيادة معدلات البقاء في المدارس.
ويعتبر بناء كوخ هاندز أون ليرنينج من أوائل المشروعات التي يشارك فيها البرنامج. ويعمل هذا الكوخ المبني من القش كمركز عمليات للبرنامج في المدرسة الثانوية بفرانكستون Frankston 

### مبادئ برنامج هاندز أون ليرنينج
يعمل البرنامج بثلاثة مبادئ رئيسية بهدف التعامل مع الطلاب المعرضين لترك المدرسة قبل الأوان، وتتمثل هذه المبادئ في استهدافهم في وقت مبكر وعلى أجل طويل، والعمل خارج المربع، وافعل ولا تتكلم فقط!. وقد اقتبسنا الملخصات الآتية من عرض تقديمي  عُرض في مؤتمر وزارة التعليم وتنمية الطفولة المبكرة  الذي عقد في 2008 ما لم يرد خلاف ذلك.

#### استهدافهم مبكرًا وعلى أجلٍ طويل
يتعامل البرنامج مع طلاب المدارس الإعدادية (تتراوح أعمارهم بين 7 و10 سنوات) كإجراء وقائي. ويعمل البرنامج على افتراض أنه إذا لم تتم مشاركة الطلاب في مثل هذه الأنشطة فسينقطعون عن الدراسة قبل إتمامها أو سيحققون فائدة ضئيلة من الأوقات التي يقضونها في مدارسهم. لذا يحاول البرنامج أن يحدد هؤلاء الطلاب قبل أن تترسخ السلوكيات والاتجاهات السلبية في أذهانهم. ومن المقرر أن يشارك الطلاب في البرنامج على مدى سنتين وبشكل طوعي.

#### العمل خارج المربع
تشير هذه العبارة إلى أن الطلاب يأتون من فصولهم العادية يومًا واحدًا كل أسبوع كصمام تحرير وينضمون إلى مجموعات طلابية صغيرة ومعهم اثنان من المعلمين:بحيث تكون نسبة المعلمين بالنسبة للطلاب 2:10. وتهدف هذه المجموعات الصغيرة إلى إتاحة الفرصة للطلاب لبناء علاقات قوية ومجموعة أقران بديلة مما يوفر الإحساس بالانتماء.

#### افعل ولا تتكلم فقط!
يفترض البرنامج أن العديد من مجموعاته الطلابية المستهدفة سوف يشعرون بعدم الأريحية أو أنهم سيوصمون بالبحث عن الراحة الشخصية أو عدم قدرتهم على الإفصاح عن قضاياهم. ويُعتقد أن إعطاء الفرصة لهؤلاء الشباب للمشاركة في مهام هادفة وعملية سوف يمكنهم من بناء علاقات هادفة من شأنها أن تسهم في بناء الشعور بالراحة دون ضرورة الدخول في نقاشات حول القضايا التي من الممكن أن يواجهوها.

### مشروعات المجتمع
شارك البرنامج منذ إنشائه في العديد من المشروعات المجتمعية. منها تشييد طرق المشاة الخشبية وكباري المشاة، وتجديد مباني المجتمع وترميمها، وإصلاح البنية التحتية للمتنزه العام إلخ.

### هول لينك (HOL LiNK)
في عام 2008 تم استخدام نموذج هذا البرنامج كأساس لبرنامج تعليم القراءة، والكتابة، والحساب الذي يسمى هول لينك. ويعتبر برنامج هول لينك امتدادًا لبرنامج هاندز أون ليرنينج القائم بمدرسة كاروم داونز الثانوية. وعلى نحو غير عادي، فإن برنامج هول لينك يتم تنفيذه بوضوح كإطار غير علاجي يساهم في مساعدة الطلاب للاستفادة من فرص التعلم العرضية وتحسين إستراتيجياتهم للتعامل في الفصول الدراسية التقليدية.

### هول سيف (HOL SaFE)
عقد برنامج هاندز أون ليرنينج عام 2009 شراكة رائدة مع منظمة بيري ستريت (Berry Street) ومنظمة انجليكار فيكتوريا (Anglicare Victoria) لتشكيل مشروع مدرسة ومشاركة أسرية يسمى (هول سيف) وذلك في مدرستين ثانويتين تابعتين لحكومة فيكتوريا. ويتمثل مشروع هول سيف في إحضار شباب وأسر عاملة من المنظمات الشريكة ليعملوا في برنامج هاندز أون ليرنينج داخل إحدى المدارس. ويستطيع الشباب والأسر العاملة من خلال العمل المباشر مع طلاب محرومين داخل برنامج هاندز أون ليرنينج أن يكونوا علاقات أقوى بكثير على مدى فترة أطول، وبالتالي تعزيز قدرتهم على الانخراط والعمل مع أسر الطلاب.

### هولمز (HOLmes)
تمت تجربة امتداد ثالث للبرنامج في 2009 للاستفادة من تمويل الرعاية الصحية لتمكين العامل النفسي والاجتماعي من الالتحاق بفريق البرنامج لتقديم الدعم النفسي لهؤلاء الطلاب الذين يستحقون خطة الصحة العقلية.

## وصلات خارجية
- Hands On Learning Australia Website